# Axiomatic
Axiomatic (englisch für Axiomatisch) ist eine Sammlung von achtzehn Science-Fiction-Kurzgeschichten des australischen Schriftstellers Greg Egan, veröffentlicht von Orion/Millennium in London im Jahr 1995. Sechs Kurzgeschichten der Sammlung sind in deutscher Übersetzung von Yoma Cap, Michael K. Iwoleit, Uwe Luserke, Joachim Körber und Irene Holicki sowie bearbeitet von Wolfgang Jeschke und Joachim Körber erschienen.

## Kurzgeschichten
- The Infinite Assassin: Mithilfe einer Droge ist der Wechsel zwischen verschiedenen Universen möglich, was die Mission eines Attentäters verkompliziert.
- The Hundred Light-Year Diary: Nach Entdeckung einer zeitinvertierten Galaxie können Nachrichten aus der Zukunft empfangen werden, doch es gibt keine Garantie für ihren Wahrheitsgehalt.
- Eugene: Ein unfruchtbares Ehepaar plant mithilfe der Gentechnik die Erschaffung eines perfekten Kindes, doch das Experiment läuft anders als erwartet.
- The Caress: An einem Tatort wird eine Chimära, ein Mischwesen aus Mensch und Leopard, gefunden und ihre Herkunft von der Polizei untersucht.
- Blutschwestern (englisch Blood Sisters): Nach gleicher Erkrankung und Behandlung zweier eineiiger Zwillinge stirbt nur eine von beiden.
- Axiomatisch (englisch Axiomatic): Ein Witwer kauft ein spezielles Implantat, um seinen moralischen Kompass zu blockieren und dadurch den Mord seiner Frau zu rächen.
- Ein zugriffssicheres Schließfach (englisch The Safe-Deposit Box): Ein Mann wacht jeden Tag in einem neuen Körper auf, auf der Suche nach einem Sinn in seinem Leben.
- Seeing: Nach einer Verletzung am Gehirn durch einen Schuss sieht sich ein Mann fortan in einer außerkörperlichen Erfahrung von oben.
- A Kidnapping: Nachdem eine digitale Kopie des Gehirns seiner Frau entwendet wurde, aber sie selbst unbeschadet ist, reflektiert ein Mann darüber nach, den Forderungen nachzukommen.
- Der Andere in meinem Kopf (englisch Learning to Be Me): In der Zukunft können menschliche Gehirne durch Computer ersetzt werden, doch die Ersetzung sorgt für Todesangst.
- The Moat: Bei der Untersuchung einer Vergewaltigung stellt sich heraus, dass das gefundene Sperma unsichtbar für genetische Tests ist.
- The Walk: Vor seiner eigenen Hinrichtung akzeptiert das Opfer vom Henker eine mentale Manipulation zur Verarbeitung des bevorstehenden Todes.
- The Cutie: Ein einsamer Mann lässt sich mit einem genetisch manipulierten Kind schwängern und überdenkt seine Beziehung zu diesem.
- Into Darkness: Ein Wurmloch unbekannten Ursprungs taucht zufällig auf der Erdoberfläche auf und fordert die Rettung der darin gefangenen Menschen.
- Wahre Liebe (englisch Appropriate Love): Nach einem Unfall muss eine Frau das Gehirn ihres Mannes zwei Jahre lang in ihrer Gebärmutter aufbewahren.
- Der moralische Virologe (englisch The Moral Virologist): Ein fundamental christlicher Virologe entwickelt ein spezielles Virus, um sexuelle Unsittlichkeit mit dem Tod zu bestrafen.
- Closer: Auf der Suche nach mehr Verständnis füreinander kombiniert ein Paar sowohl Körper und Geist miteinander, um temporär ein einziger Mensch zu werden.
- Unstable Orbits in the Space of Lies: Durch ein unerklärliches Ereignis nehmen Menschen die Überzeugungen ihrer umgebenden Mitmenschen an.

## Auszeichnung
Die komplette Sammlung erreichte den 6. Platz beim Locus Award im Jahr 1996.

## Kritik
Danny Yee schreibt im Jahr 1995, dass in der Sammlung mehr Ideen enthalten seien, als sie in einer ganzen Weile in einer Science-Fiction-Sammlung gesehen hat und alle Fans der Science-Fiction würden in diesen gewiss aufgehen. („There are more original ideas in Axiomatic than I've seen in a science fiction collection for ages, and anyone who likes hard science fiction will revel in them.“)
Christina Schulman schreibt im Jahr 1998, dass die Ideen von Greg Egan den Kopf besser durchstrecken als jeder Cyberpunk, jedoch ohne den für das Genre selbstgefälligen Schmutz und Entfremdung. („Egan's ideas stretch your head the way the better cyberpunk does, without cyberpunk's self-indulgent grime and alienation.“)